# Aubencheul-au-Bac
Aubencheul-au-Bac là một xã của tỉnh Nord, thuộc vùng Hauts-de-France, miền bắc nước Pháp.